# Micro Insurance Association Netherlands
Micro Insurance Association Netherlands, afgekort MIAN, is een organisatie van vrijwilligers die zich inzet voor het reduceren van financiële risico's voor arme mensen in ontwikkelingslanden. Zo helpt de organisatie deze mensen bijvoorbeeld aan een voor hen betaalbare verzekering. 

## Achtergrond
MIAN is een vrijwilligersorganisatie. De organisatie geeft advies bij het organiseren van solidariteit in het beperken van risico's en het verzekeren daarvan. 
De taken van MIAN worden ingevuld door de inzet van kennis en ervaring van professionals, hetzij ter plaatse, hetzij vanuit Nederland. Daarbij opereert MIAN nooit op eigen houtje. Meestal haakt  zij in op bestaande activiteiten van non-gouvernementele organisaties (NGO’s) in de landen zelf, die op hun beurt weer worden ondersteund door Nederlandse financiers van ontwikkelingsprojecten. De introductie van microverzekering vindt vrijwel altijd plaats als men al vertrouwd is geraakt met microfinanciering. Het heeft immers weinig zin over verzekeringen te praten als men nog nooit van sparen en lenen heeft gehoord.

## De activiteiten van MIAN
Deze houden onder andere in: contact met de NGO ter plaatse en met de Nederlandse donor, en verder: professionele ondersteuning bij zaken als risicoanalyse, de opzet van polissen en polisvoorwaarden, het vaststellen van premies, het uitkeringenbeleid, het beheer van gelden en de inrichting van de administratie. De vrijwilligers van MIAN besteden verder veel aandacht aan voorlichting van de plaatselijke bevolking en training van kaderleden. Het is nadrukkelijk de bedoeling dat de lokale bevolking haar onderlinge verzekeringsmaatschappij zelf gaat ‘runnen’. Zodra de organisatie goed loopt en er voldoende reserves zijn opgebouwd, trekt MIAN zich in principe uit het project terug.
Inmiddels is MIAN actief in een flink aantal ontwikkelingslanden. Er zijn projecten afgerond of nog in volle gang in landen als India, Sri Lanka, Filipijnen, Nepal, Cambodja en Oeganda. Ook in andere landen groeit de belangstelling. In Nederland bestaat steeds meer support voor de activiteiten van MIAN, mede door de inzet van prinses Máxima voor de promotie van microkredietverlening en door de toekenning van de Nobelprijs voor de vrede in 2006 aan de ‘uitvinder’ van het microkrediet, Mohammed Yunus.

## De mensen achter MIAN
MIAN telt ongeveer 180 vrijwilligers. De meesten zijn werkzaam in (of afkomstig uit) de verzekeringswereld, maar onder de leden vinden we ook bankmedewerkers, ict-specialisten en andere professionals. Zij doen het werk voor MIAN grotendeels in hun vrije tijd, maar wel moreel geruggensteund en materieel gefaciliteerd door hun werkgevers. Die verlenen hun steun overigens niet alleen vanuit hun maatschappelijke verantwoordelijkheid. Zij hebben er ook belang bij dat hun medewerkers veel opsteken van het werken aan de basis van het verzekeringsvak en dat zij hun horizon verbreden door contacten met het buitenland.
Een aantal leden van MIAN maakt deel uit van één of meer werk- of projectgroepen. Die houden zich direct bezig met de lokale projecten of leveren ondersteuning op verzekeringstechnisch gebied en terreinen als ict, financieel beheer en communicatie. De activiteiten worden aangestuurd door een bestuur van vijf leden.